# Loredana Nusciak
Loredana Nusciak (eredetileg Loredana Cappelletti) (Róma, 1942. május 3. – Trieszt, 2006. július 12.) olasz filmszínésznő, fotómodell.
1959-ben Triesztben nyert egy szépségversenyt, s attól kezdve fotómodellként működött egészen 1960-ig. Filmszínészi pályája tizennyolc évesen kezdődött Piero Vivarelli San Remo, la grande sfida filmjében amelyben a neves színész és énekes Adriano Celentano és a később rendezőként ismertté vált Lucio Fulci is szerepelt. Első főszerepét a Pedro Lazaga rendezésében készült, 1962-ben bemutatott I sette gladiatori c. mitológiai filmben kapta. Itt használta először a Nusciak nevet. Partnere a filmben Richard Harrison volt. Még két olyan filmben szerepelt, ahol eredeti nevén írták, utána már csak Nusciak-ként futott.
1965-ben kapott először szerepet spagettiwesternben, ahol az egyik színésszel Fernando Sanchóval még majd egy másik vadnyugati filmben is találkozik. Az igazán nagy sikert azonban a Django hozta, ahol a címszereplő főhős, Django (Franco Nero) szerelmét játszotta.
Filmes karrierjét 1975-ben abbahagyta, utána több mint tíz évig fényképregényekben működött közre. Triesztben hunyt el hosszan tartó, súlyos betegség után 2006-ban.